# American Gladiators
 (juillet 2012).
Si vous disposez d'ouvrages ou d'articles de référence ou si vous connaissez des sites web de qualité traitant du thème abordé ici, merci de compléter l'article en donnant les références utiles à sa vérifiabilité et en les liant à la section « Notes et références ».
American Gladiators est un jeu télévisé diffusé sur NBC du 6 janvier 2008 au 4 août 2008. En France, le jeu a été diffusé sur RTL9, avant de faire l'objet d'une adaptation pour TF1 à la rentrée 2024.

## But du jeu
Le jeu se déroule en deux parties : les épreuves et l'Eliminator. Dans chaque émission, deux hommes ainsi que deux femmes s'affrontent.
- Épreuves : C'est la seule phase où les candidats affrontent les gladiateurs. Ils doivent accumuler le plus de points avant l'Eliminator. Le gagnant n'est pas désigné lors de cette phase. La liste des épreuves se trouve plus bas.
- Eliminator : C'est la finale de l'émission. Les deux candidats doivent passer une série d'obstacles le plus rapidement possible. Le candidat ayant eu le plus de points lors de la première phase a de l'avance. Chaque point en plus équivaut à une demi-seconde d'avance. Le/la plus rapide gagne. Dans chaque saison, les meilleurs temps sont qualifiés pour la suite de la compétition.

## Saison 1
Durant cette saison, 24 candidats s'affrontent.

### Gains
- 100 000 $
- Une Toyota Sequoia
- Une place pour devenir gladiateur lors de la saison suivante.

### Compétition homme
Douze hommes se sont affrontés, quatre ont accédé aux demi-finales et deux sont arrivés en finale.
Éliminations
Match 1 :
- Anthony Abbatemarco vs Chad Knight ;
- Vainqueur : Anthony Abbatemarco en 2 minutes et 10 secondes

Match 2 : 
- Jeff Keller vs Molivann Duy ;
- Vainqueur :  Molivann Duy en 2 minutes et 13 secondes.

Match 3 :
- Adonis Lockett vs Jeff Chapman ;
- Vainqueur : Adonis Lockett en 3 minutes et 47 secondes

Match 4 :
- Adam Levin (blessé) puis Andy Konigsmark vs Sharaud Moore ;
- Vainqueur : Andy Konigsmark en 2 minutes et 04 secondes

Match 5 :
- Evan Dollard vs Son Nguyen ;
- Vainqueur : Evan Dollard en 1 minute et 29 secondes

Match 6 :
- Mark Baker vs Alex Rai ;
- Vainqueur : Alex Rai en 1 minute et 38 secondes

Classement (seuls les quatre premiers sont qualifiés pour les demi-finales) :
1. Evan Dollard
2. Alex Rai
3. Andy Konigsmark
4. Anthony Abbatemarco
5. Molivann Duy (éliminé)
6. Adonis Lockett (éliminé)

Demi-finale
Match 1 :
- (1) Evan Dollard vs (4) Anthony Abbatemarco
- Vainqueur : (1) Evan Dollard en 1 minute et 23 secondes

Match 2 :
- (2) Alex Rai vs (3) Andy Konigsmark
- Vainqueur : Alex Rai en 1 minute et 49 secondes

Qualifiés pour la grande finale :
1. Evan Dollard
2. Alex Rai

Éliminés :
1. Anthony Abbatemarco
2. Andy Konigsmark

Finale
- (1) Evan Dollard vs (2) Alex Rai
- Vainqueur : Evan Dollard en 1 minute et 19 secondes

Lors de la saison 2, Evan Dollard sera le gladiateur portant le nom Rocket.

### Compétition femme
Comme pour les hommes, douze femmes s'affrontent, quatre arrivent en demi-finale et deux en finale.
Éliminations
Match 1 :
- Koya Webb vs Jessie Adams(blessée) puis Venus Ramos
- Vainqueur : Venus Ramos en 3 minutes et 37 secondes

Match 2 :
- Bonnie Blanco vs Shanay Norvell
- Vainqueur : Shanay Norvell en 2 minutes et 22 secondes

Match 3 :
- Christie Phillips vs Siene Silva
- Vainqueur : Siene Silva en 2 minutes et 22 secondes

Match 4 :
- Monica Carlson vs Belinda Gavin
- Vainqueur : Monica Carlson en 2 minutes

Match 5 :
- Christine Kim vs Jennifer Blum
- Vainqueur : Jennifer Blum en 4 minutes et 07 secondes

Match 6 : 
- Toni Oppliger vs Kim Marciniak
- Vainqueur : Toni Oppliger en 3 minutes et 44 secondes

Classement (seules les quatre premières sont qualifiées pour les demi-finales) :
1. Monica Carlson
2. Shanay Norvell
3. Siene Silva
4. Venus Ramos
5. Toni Oppliger (éliminée)
6. Jennifer Blum (éliminée)

Demi-finale
Match 1 :
- (1) Monica Carlson vs (4) Venus Ramos
- Vainqueur : Monica Carlson en 1 minute et 54 secondes

Match 2 :
- (2) Shanay Norvell vs (3) Siene Silva
- Vainqueur : Shanay Norvell en 1 minute et 51 secondes

Qualifiées :
1. Monica Carlson
2. Shanay Norvell

Éliminées :
1. Venus Ramos
2. Siene Silva

Finale
- (1) Monica Carlson vs (2) Shanay Norvell
- Vainqueur : Monica Carlson en 1 minute et 50 secondes

Dans la saison 2, Monica Carlson est la gladiatrice nommée Jet.

## Saison 2
Quarante candidats participent à cette saison d'American Gladiators.

### Gains
- 100 000 $
- Une Toyota Sequoia

Dans cette saison, il n'est pas mentionné que les vainqueurs reviendraient pour la nouvelle saison en tant que gladiateurs cette fois-ci.

### Compétition homme
Vingt hommes s'affrontent lors des éliminations. Six parviendront en demi-finale et deux en finale.
Qualifications
Match 1 :
- Randee Haynes vs Jay Martinez
- Vainqueur : Randee Haynes en 2 minutes et 06 secondes

Match 2 :
- John Siciliano vs Gerry Garcia
- Vainqueur : Gerry Garcia en 3 minutes et 03 secondes

Match 3 :
- Melvin Davis vs David Moore
- Vainqueur : Melvin Davis en 10 minutes et 30 secondes

Match 4 :
- Brick Reilly vs Toby Gordin
- Vainqueur : Brick Reilly en 2 minutes et 10 secondes

Match 5 :
- Landon Jones vs Tony Tolbert
- Vainqueur : Tony Tolbert en 2 minutes et 56 secondes

Match 6 :
- Adam Hill vs Mike Gamble
- Vainqueur : Mike Gamble en 1 minute et 58 secondes

Match 7 :
- Jeff Davidson vs Aaron Simpson
- Vainqueur : Jeff Davidson en 1 minute et 34 secondes

Match 8 :
- James Ruggiero vs Sean Hetherington
- Vainqueur : James Ruggiero en 2 minutes et 07 secondes

Match 9 :
- Tim Oliphant vs Alejandro Soto
- Vainqueur : Tim Oliphant en 1 minute et 24 secondes

Match 10 :
- Anthony Pagnotta vs Alexander Coats
- Vainqueur : en 2 minutes et 08 secondes

Qualifiés pour les demi-finales (meilleurs temps à l'Eliminator) :
1. Tim Oliphant
2. Jeff Davidson
3. Mike Gamble
4. Randee Haynes
5. James Ruggiero
6. Alexander Coats

Éliminés :
1. Jay Martinez
2. John Siciliano
3. David Moore
4. Toby Gordin
5. Landon Jones
6. Adam Hill
7. Aaron Simpson
8. Sean Hetherington
9. Alejandro Soto
10. Anthony Pagnotta
11. Tony Tolbert
12. Brick Reilly (repêché à la suite de la blessure d’Alexander Coats)
13. Melvin Davis
14. Gerry Garcia

Demi-finale
Match 1 :
- (1) Tim Oliphant vs (6) Alexander Coats (blessé) puis Brick Reilly
- Vainqueur : Tim Oliphant en 1 minute et 17 secondes

Match 2 :
- (2) Jeff Davidson vs (5) James Ruggiero
- Vainqueur : James Ruggiero en 1 minute et 43 secondes

Match 3 :
- (3) Mike Gamble vs (4) Randee Haynes
- Vainqueur : Mike Gamble en 1 minute et 36 secondes

Qualifiés pour la finale (meilleurs temps à l'Eliminator) :
1. Tim Oliphant
2. Mike Gamble

Éliminés :
1. Alexander Coats
2. Brick Reilly (pour la seconde fois)
3. Jeff Davidson
4. Randee Haynes
5. James Ruggiero

Finale
- Tim Oliphant vs Mike Gamble
- Vainqueur : Tim Oliphant en 1 minute et 21 seconde

### Compétition femme
Comme pour les hommes, vingt femmes s'affrontent, six vont en demi-finale et deux finissent en finale.
Élimination
Match 1 :
- Elena Maskalik vs Melissa Trinidad
- Vainqueur : Melissa Trinidad en 9 minutes et 42 secondes

Match 2 :
- Nikki Key (blessée) puis Nikki Smith vs Vanessa Warren
- Vainqueur : Vanessa Warren en 3 minutes et 21 secondes

Match 3 :
- Abbe Dorn vs Vicki Ferrari
- Vainqueur : Abbe Dorn en 2 minutes et 58 secondes

Match 4 :
- De Day vs Tiffaney Florentine
- Vainqueur : Tiffaney Florentine en 2 minutes et 57 secondes

Match 5 :
- Rochelle Gilken vs Chuanda Mason
- Vainqueur : Rochelle Gilken en 3 minutes et 48 secondes

Match 6 :
- Lillian Thomassen vs Clinessa Burch
- Vainqueur : Lillian Thomassen en 3 minutes et 08 secondes

Match 7 :
- Ally Davidson vs Kendra Sirignano
- Vainqueur : Ally Davidson en 2 minutes et 08 secondes

Match 8 :
- Jessica Garcia vs Patti Franklin
- Vainqueur : Patti Franklin en 4 minutes et 32 secondes

Match 9 :
- Yoko Ohigashi vs Annie Castellano
- Vainqueur : Annie Castellano en 3 minutes

Match 10 :
- Tatum Yount vs Adriana Posadas
- Vainqueur : Tatum Yount en 6 minutes et 11 secondes

Qualifiées pour les demi-finales (meilleurs temps à l'Eliminator) :
1. Ally Davidson
2. Tiffaney Florentine
3. Abbe Dorn
4. Annie Castellano
5. Lillian Thomassen
6. Vanessa Warren

Éliminées :
1. Elena Maskalik
2. Nikki Smith
3. Nikki Key
4. Vicki Ferrari
5. De Day
6. Chuanda Mason
7. Clinessa Burch
8. Kendra Sirignano
9. Jessica Garcia
10. Yoko Ohigashi
11. Adriana Posadas
12. Tatum Yount
13. Patti Franklin
14. Rochelle Gilken
15. Melissa Trinidad

Demi-finale
Match 1 :
- (1) Ally Davidson vs (6) Vanessa Warren
- Vainqueur : Ally Davidson en 2 minutes et 07 secondes

Match 2 :
- (2) Tiffaney Florentine vs (5) Lillian Thomassen
- Vainqueur : Tiffaney Florentine en 2 minutes et 06 secondes

Match 3 :
- (3) Abbe Dorn vs (4) Annie Castellano
- Vainqueur : (3) Abbe Dorn en 2 minutes et 16 secondes

Qualifiées pour la finale (meilleurs temps à l'Eliminator de la demi-finale) :
1. Ally Davidson
2. Tiffaney Florentine

Éliminées :
1. Vanessa Warren
2. Lillian Thomassen
3. Abbe Dorn
4. Annie Castellano

Finale
- (1) Ally Davidson vs (2) Tiffaney Florentine
- Vainqueur : Ally Davidson en 1 minute et 46 secondes

## Liste des gladiateurs
Hommes
- Militia : Il mesure 1,88 mètre et pèse 100 kg. Son vrai nom est Alex Castro. Il est présent depuis le début de l'émission.
- Rocket : Il mesure 1,75 mètre et pèse 72 kg. Son vrai nom est Evan Dollard. C'est le champion de la première saison d'American Gladiators. Il n'a donc participé qu'à la deuxième saison en tant que gladiateur.
- Titan : Il mesure 1,92 mètre et pèse 120 kg. Son vrai nom est Michael O'Hearn. C'est le capitaine des gladiateurs. Il est présent depuis le début de l'émission.
- Mayhem : Il mesure 1,95 mètre et pèse 104 kg. Son vrai nom est Romeo Williams. Il n'a fait que la première saison. C'était le gladiateur de réserve pour la saison 2.
- Toa : Il mesure 1,87 mètre et pèse 108 kg. Son vrai nom est Tanoai Reed. Il est présent depuis le début de l'émission. Il est Samoan. Il est le cousin de Dwayne Johnson, dont il est la doublure cascades au cinéma. Il a joué dans des films, notamment dans Against the dark au côté de Steven Segal.
- Justice : Il mesure 2 mètres et pèse 131 kg. Son vrai nom est Jesse Justice Smith junior. Il a participé à la quatrième saison de l'émission Tough Enough de la WWE. Il est présent depuis le début de l'émission.
- Wolf : Il mesure 1,90 mètre et pèse 102 kg. Son vrai nom est Don Yates. Il est présent depuis le début de l'émission. Il a participé à la série tv I'm in the Band : Ma vie de rocker
- Hurricane : Il mesure 1,85 mètre et pèse 104 kg. Son vrai nom est Breaux Greer. C'est un athlète olympique qui détient le record américain du lancer de javelot (91,28 m). Il est présent uniquement lors de la saison 2.
- Zen : Il mesure 1,73 mètre et pèse 72 kg. Son vrai nom est Xin Wuku. C'est un gladiateur qui a participé uniquement à la deuxième saison.
- Beast : Il mesure 2,13 mètres et pèse 149 kg. Son vrai nom est Matt Morgan. C'est un ancien catcheur de la WWE et un actuel catcheur de la TNA.

Femmes
- Phoenix : Elle mesure 1,67 mètre et pèse 68 kg. Son vrai nom est Jennifer Widerstrom. Elle n'a fait que la saison 2.
- Panther : Elle mesure 1,63 mètre et pèse 57 kg. Son vrai nom est Corinne van Ryck de Groot. Elle n'a fait que la saison 2. Elle a joué dans le film Mort, impair et passe.
- Siren : Elle mesure 1,73 mètre et pèse 66 kg. Son vrai nom est Valerie Waugaman. Elle est présente depuis le début de l'émission.
- Jet : Elle mesure 1,68 mètre et pèse 59 kg. Son vrai nom est Monica Carlson. C'est la championne de la saison 1. Elle n'a donc participé qu'à la seconde saison en tant que gladiatrice.
- Stealth : Elle mesure 1,55 mètre et pèse 56 kg. Son vrai nom est Tanji Johnson. Elle n'a participé qu'à la première saison.
- Hellga : Elle mesure 1,83 mètre et pèse 93 kg. Son vrai nom est Robin Coleman. Elle est présente depuis le début de l'émission.
- Steel : Elle mesure 1,75 mètre et pèse 73 kg. Son vrai nom est Erin Toughill. Elle n'a fait que la deuxième saison.
- Fury : Elle mesure 1,70 mètre et pèse 67 kg. Son vrai nom est Jamie Reed. Elle n'a participé qu'à la première saison.
- Venom : Elle mesure 1,70 mètre et pèse 62 kg. Son vrai nom est Beth Horn. Elle est présente depuis le début de l'émission.
- Crush : Elle mesure 1,70 mètre et pèse 68 kg. Son vrai nom est Gina Carano. Elle est présente depuis le début de l'émission. Elle a joué dans les films Blood and Bone, Piégée, Out of control, Fast & Furious 6 et dans la série télé almost Human.

## Épisodes spéciaux
Dans la saison 2, plusieurs épisodes étaient particuliers :
- Épisode 2 : Les deux personnes qui s'affrontent (homme et femme) travaillent ensemble.
- Épisode 4 : Épisode dédié à Hulk
- Épisode 5 : Les deux filles qui s'affrontent sont jumelles
- Épisode 6 : Les candidats sont deux couples (homme et femme)
- Épisode 7 : Tous les candidats ont perdu du poids pour participer à cette émission
- Épisode 8 : Une bataille des générations (femme) : une personne de 20 ans affrontait une personne de 52 ans.

## Liste des épreuves
Les épreuves sont réalisées par les hommes et par les femmes.

### Assault
- Durée de l'épreuve : 1 minute
- But du jeu : Toucher une cible suspendue au-dessus du gladiateur sans se faire toucher. Si le candidat se fait toucher, le jeu s'arrête. Il y a plusieurs stations de tir sur le parcours.
- Points : 1 point par station terminée et 10 points si la cible est touchée.
- Gladiateurs face au candidat : 1

### Atlasphere
- Durée de l'épreuve : 1 minute
- But du jeu : Le candidat est enfermé dans une boule. Il doit arriver sur des plateformes en faisant rouler sa boule. Les gladiateurs feront tout pour empêcher les candidats à y parvenir.
- Points : 2 points pour chaque plateforme.
- Gladiateurs face aux candidats : 2, un pour chaque candidat.

### Earthquake
- Durée de l'épreuve : 30 secondes
- But du jeu : Le candidat et le gladiateur sont sur une plateforme au milieu de l'eau. Le candidat doit arriver à faire tomber le gladiateur. Si les deux tombent, le candidat remporte quand même les points car l'objectif est atteint.
- Points : 0 si le candidat tombe, 5 si le candidat et le gladiateur sont toujours sur la plateforme et 10 si le gladiateur tombe.
- Gladiateur face au candidat : 1

### Gauntlet
- Durée de l'épreuve : 30 secondes
- But du jeu : Le candidat doit passer quatre gladiateurs avant la fin du temps imparti.
- Points : 2 par gladiateur passé et 10 si le candidat passe la ligne d'arrivée.
- Gladiateurs face au candidat : 4

### Hang Tough
- Durée de l'épreuve : 30 secondes
- But du jeu : Le candidat et le gladiateur sont suspendus en l'air. Ils partent tous les deux sur une plateforme et en face l'un de l'autre. Pour remporter le maximum de point, il faut que le candidat atteigne la plateforme opposée.
- Points : 0 si le candidat tombe à l'eau ou s'il reste en l'air et qu'il n'a pas atteint la zone de score, 5 si le candidat reste suspendu jusqu'à la fin et a atteint la zone de score, 10 s'il parvient à se rendre sur la plateforme opposée.
- Gladiateurs en face du candidat : 1

### Hit and Run
- Durée de l'épreuve : 1 minute
- But du jeu : Le candidat doit traverser un pont au-dessus de l'eau. Pendant sa traversée, quatre gladiateurs vont tenter de le faire tomber en lui lançant dessus des grosses boules. S'il tombe, l'épreuve s'arrête.
- Points : 2 par traversée du pont.
- Gladiateurs face au candidat : 4

### Joust
- Durée de l'épreuve : 30 secondes
- But du jeu : Le candidat et le gladiateur sont sur un grand pilier au-dessus de l'eau. Le but est de faire tomber le gladiateur à l'eau sans tomber et sans marcher dans la zone du gladiateur, auquel cas le candidat est disqualifié. Si le candidat tombe à l'eau, le jeu s'arrête.
- Points : 0 si le candidat tombe à l'eau ou s'il est disqualifié, 5 s'il reste sur sa plateforme et 10 s'il parvient à faire tomber le gladiateur.
- Gladiateurs face au candidat : 1

### Powerball
- Durée de l'épreuve : 1 minute
- But du jeu : Le but du jeu est d'arriver à mettre le plus de balle dans les paniers sans se faire plaquer par les gladiateurs.
- Points : 1 pour les filets extérieurs et 2 pour le filet central.
- Gladiateurs face au candidat : 3

### Pyramid
- Durée de l'épreuve : 1 minute
- But du jeu : Le but du jeu est d'arriver à monter au sommet de la pyramide.
- Points : 5 si le candidat passe ses deux pieds au-delà de la zone de score et 10 si le candidat arrive au sommet(ce qui met fin au jeu).
- Gladiateurs face au candidat : 2, un pour chaque candidat.

### Rocketball
- Durée de l'épreuve : 1 minute
- But du jeu : C'est une version différente du Powerball. En appuyant sur un bouton, le candidat s'envole et doit réussir à mettre sa balle dans les paniers situés en hauteur.
- Points : 1 pour le panier inférieur, 2 pour le panier supérieur.
- Gladiateurs face au candidat : 2, un pour chaque candidat.

### Sideswipe
- Durée de l'épreuve : 1 minute
- But du jeu : C'est un dérivé de Hit and Run. Le but est de traverser des passerelles sans se faire toucher par les gladiateurs. Pour marquer des points, il faut emmener une balle d'une passerelle à une autre.
- Points : 2 pour chaque balle amenée à la passerelle d'en face.
- Gladiateurs face au candidat : 3

### Skytrack
- Durée de l'épreuve : Course
- But du jeu : Il faut arriver à faire le tour de l'arène suspendu à un rail qui est lui-même suspendu au plafond avant le gladiateur.
- Points : 0 si le gladiateur vous fait tomber, 5 si vous arrivez deuxième et 10 si vous terminez premier

Gladiateurs face au candidat : 2, un pour chaque candidat.

### Snapback
- Durée de l'épreuve : 30 secondes
- But du jeu : Le candidat est tiré en arrière par un gladiateur grâce à une corde qui est attaché autour de sa taille. Le candidat doit arriver à appuyer sur le bouton rouge pour faire voler le gladiateur.
- Points : Varient entre 2 et 10 en fonction de l'avancée du candidat sur le parcours à la fin du chrono.
- Gladiateurs face au candidat : 2, un pour chaque candidat.

### Tilt
- Durée de l'épreuve : 30 secondes
- But du jeu : C'est le principe du tir à la corde. Le candidat et le gladiateur sont chaque sur une passerelle en tenant une corde. Le but est de faire tomber le gladiateurs à l'eau.
- Points : 0 si le candidat tombe à l'eau, 5 s'il parvient à rester sur sa plateforme et 10 s'il parvient à faire tomber le gladiateur.
- Gladiateurs face au candidat : 1

### Vertigo
- Durée de l'épreuve : Course
- But du jeu : Le but est d'arriver avant le gladiateur à la plateforme finale. Le candidat et le gladiateur montent sur une plateforme et doivent se balancer de plateforme en plateforme.
- Points : 0 si le candidat n'atteint pas la zone de score, 5 s'il l'atteint et 10 s'il arrive le premier à la plateforme finale.
- Gladiateurs face au candidat : 1

### The Wall
- Durée de l'épreuve : 1 minute
- But du jeu : Le candidat doit escalader le mur le plus rapidement possible.
- Points : 0 si le gladiateur fait tomber le candidat, 5 si ce dernier arrive deuxième et 10 s'il arrive premier
- Gladiateurs face au candidat : 2, un pour chaque candidat.